# G6 del 1975
Il primo vertice del G6 si tenne a Rambouillet, in Francia, tra il 15 e il 17 novembre 1975. Sede del vertice fu il castello di Rambouillet, non lontano da Parigi.
Si trattava di un vertice informale tra i capi di stato e di governo dei sei più importanti paesi industrializzati ad economia di mercato: Francia, Germania Ovest, Giappone, Italia, Regno Unito e Stati Uniti. L'incontro venne concepito su iniziativa del presidente francese Valéry Giscard d'Estaing e del cancelliere tedesco Helmut Schmidt come alternativa agli altri vertici internazionali allora esistenti, considerati troppo formali e, a causa del più ampio numero di partecipanti, dispersivi.
Si trattò del primo e ultimo vertice tenuto nel formato a sei membri: già dall'anno successivo venne ammesso il Canada, e il G6 trasformato nell'attuale G7.

## Partecipanti
| Membri del G6 In grassetto lo stato ospitante | Rappresentato da         | Titolo                   |
| --------------------------------------------- | ------------------------ | ------------------------ |
| Francia                                       | Valéry Giscard d'Estaing | Presidente               |
| Germania Ovest                                | Helmut Schmidt           | Cancelliere federale     |
| Giappone                                      | Takeo Miki               | Primo Ministro           |
| Italia                                        | Aldo Moro                | Presidente del Consiglio |
| Regno Unito                                   | Harold Wilson            | Primo Ministro           |
| Stati Uniti d'America                         | Gerald Ford              | Presidente               |

## Galleria d'immagini

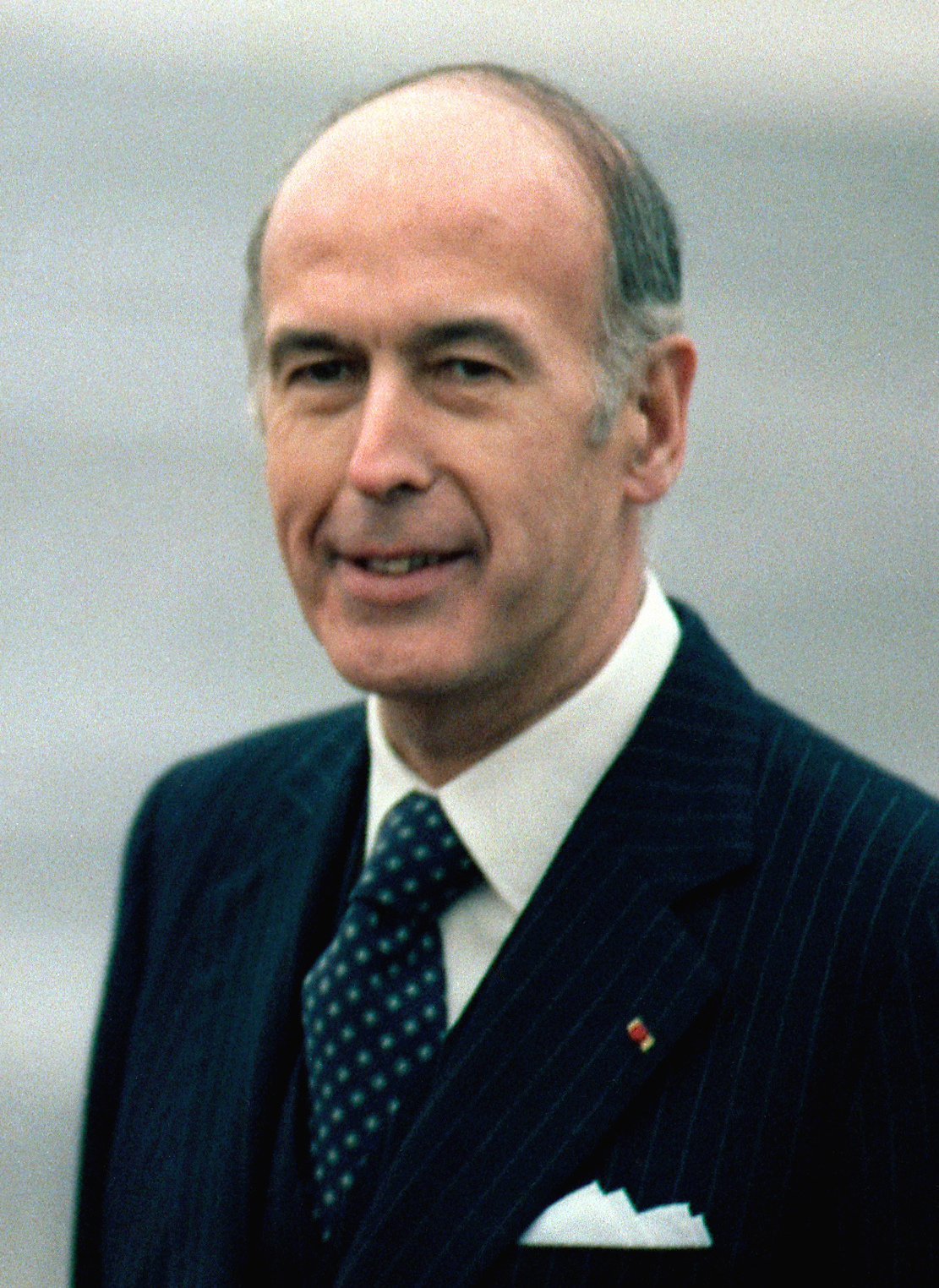
Francia Valéry Giscard d'Estaing, Presidente
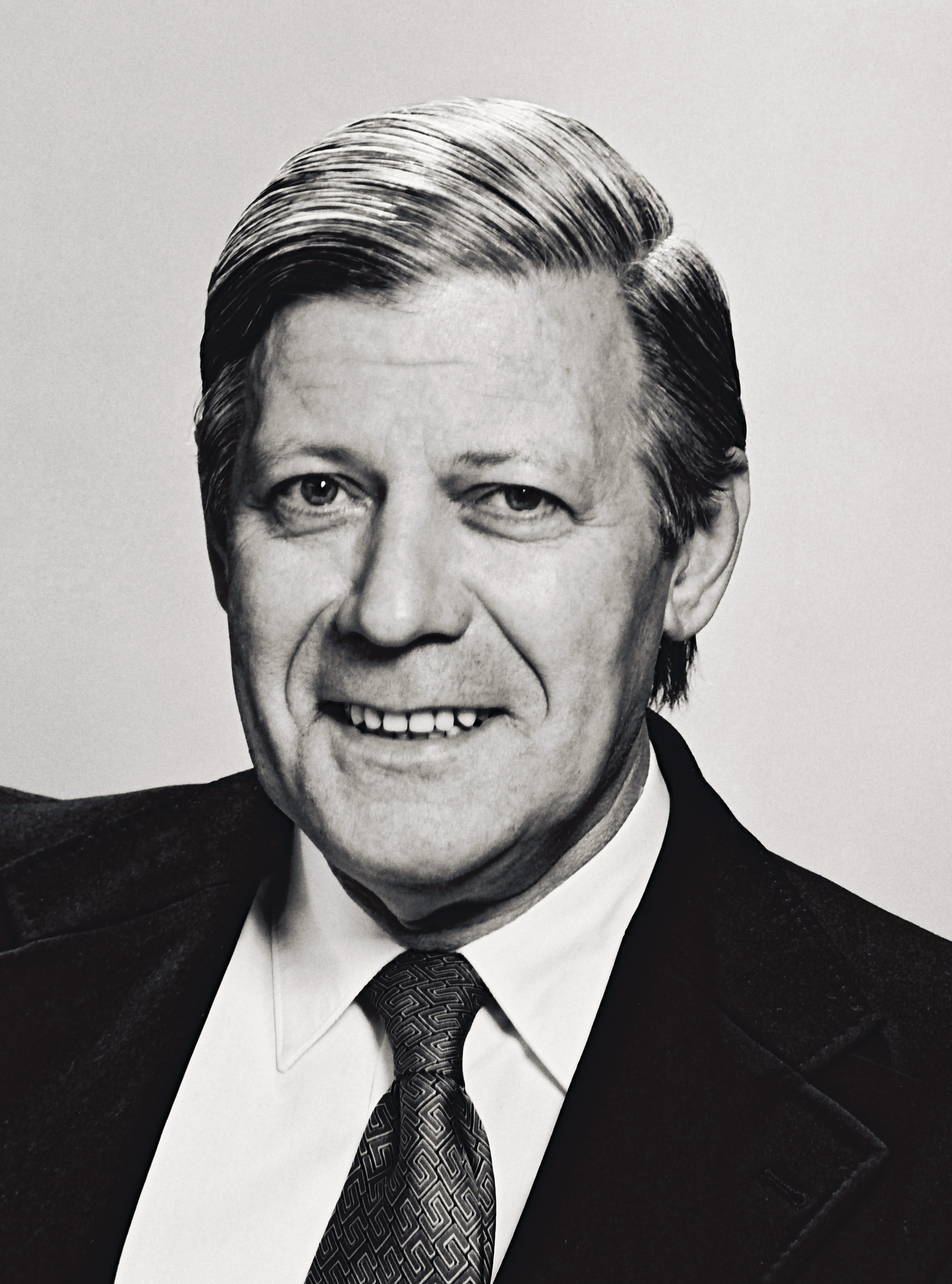
Germania Helmut Schmidt, Cancelliere Federale
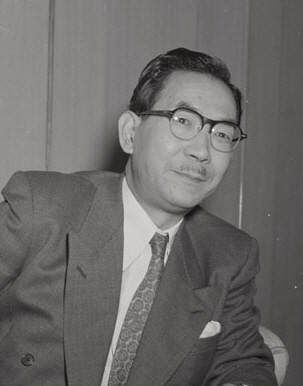
Giappone Takeo Miki, Primo Ministro
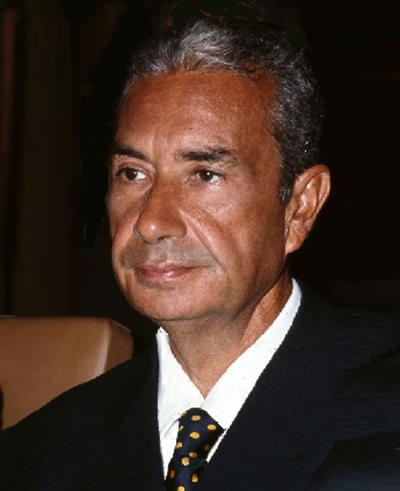
Italia Aldo Moro, Presidente del Consiglio
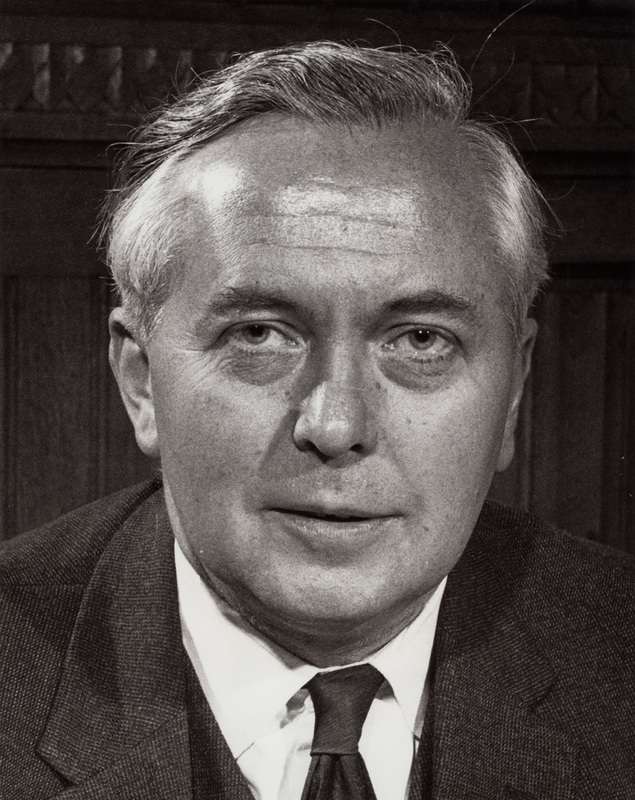
Regno Unito Harold Wilson, Primo Ministro
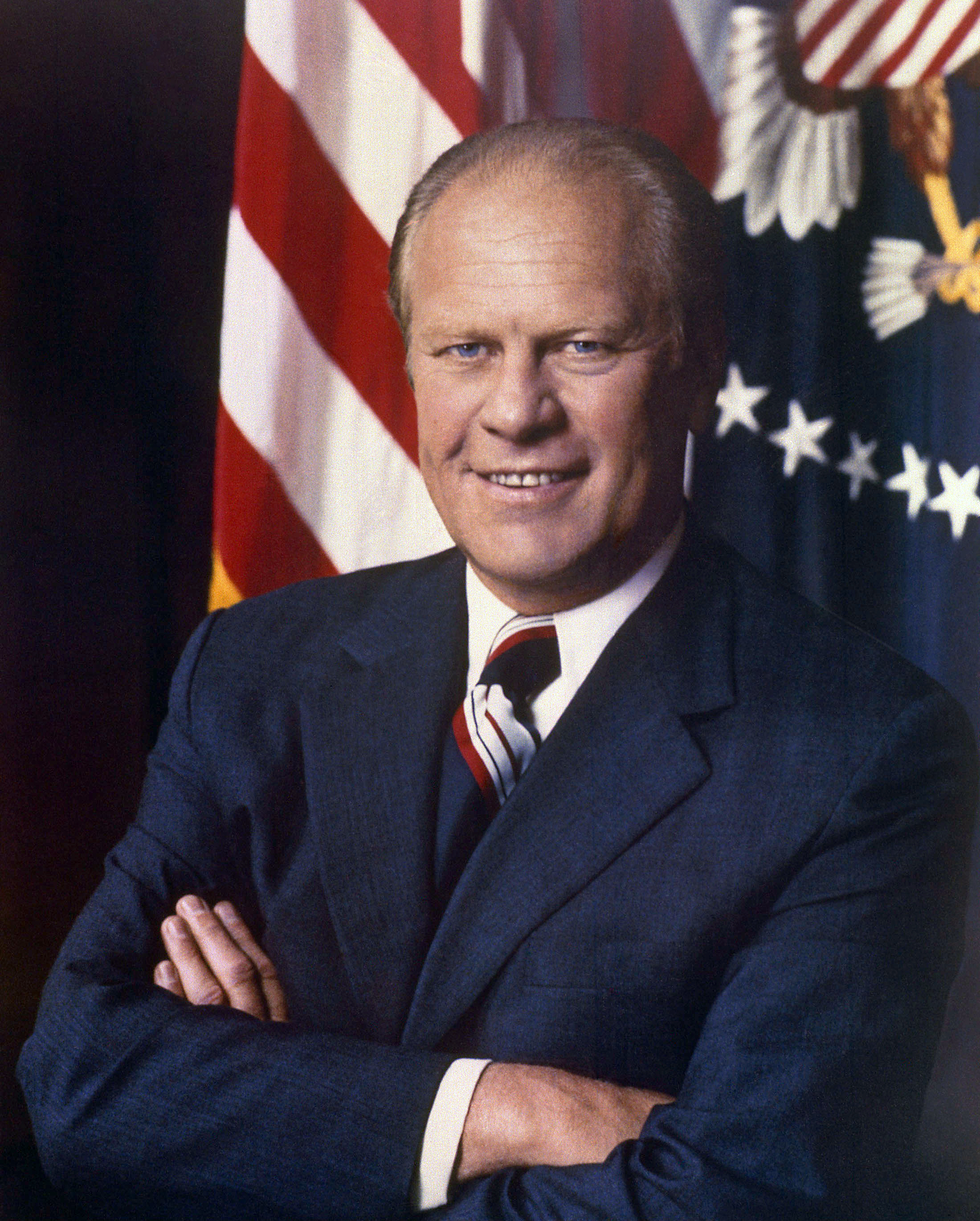
Stati Uniti Gerald Ford, Presidente